# محمد سليمان العمر
محمد سليمان عبد العزيز العمر (1959-....) اقتصادي كويتي. المدير التنفيذي لبيت التمويل الكويتي

## نشأته
بدأ مشواره الدراسي في مدرسة الغزالي الابتدائية وثم مدرسة الشويخ المتوسطة وتخرج من ثانوية كيفان. أكمل تعليمه الجامعي في جامعة تشاب مان كولج (كاليفورنيا) وحصل على بكالوريوس في الاقتصاد عام 1986. وبدأ مشواره المهني في شركة لؤلؤة الكويت العقارية ثم انتقل إلى بيت التمويل الكويتي عام 1992 بوظيفة نائب مدير إدارة العقار الدولي. وتدرج في المناصب حتى أصبح مساعد المدير العام لقطاع الاستثمار (1999-2005) وثم نائب المدير العام (2005-2006) وأخيراً مدير عام بيت التمويل الكويتي (2006). كما يرأس مجلس إدارة بيت التمويل الكويتي في تركيا (بيتك-تركيا) منذ 1999.

## مناصب أخرى شغلها
- الرئيس التنفيذي لشركة المنار للتمويل والإجارة
- رئيس مجلس الإدارة والعضو المنتدب في شركة المثنى للاستثمار
- رئيس مجلس إدارة مجموعة عارف الاستثمارية

## شهادات التقدير
- حصل على شهادة تقدير من رئيس وزراء تركيا رجب طيب أردوغان لدوره كرئيس لبيتك – تركيا في دعم الاقتصاد التركي
- أطلقت عليه مجلة فوربس وصف «ابن رشد» الإسلامي